# دهیگاستنا
دهیگاستنا (به لاتین: Dehigastenna) یک منطقهٔ مسکونی در سری‌لانکا است که در استان مرکزی (سری‌لانکا) واقع شده‌است.